# Pórtico da Glória
O Pórtico da Glória da Catedral de Santiago de Compostela é um pórtico do românico realizado pelo Mestre Mateus e sua oficina, por encomenda do rei Fernando II da Galiza e Leão, para o qual lhe doou, cem morabitinos anuais, entre 1168 e 1188, data que consta inscrita na pedra como indicação do seu remate.
Antes de começar os trabalhos do Pórtico, a sua oficina terminou as naves da Catedral tendo para isso que construir uma nova cripta para salvar o desnível entre as naves e o terreno limítrofe.
Em 1º de Abril de 1188, colocaram-se os lintéis do Pórtico, como se recolhe na supracitada inscrição. Porém, a conclusão do conjunto demorou-se até 1211, quando foi consagrado o templo com a presença do rei Afonso IX.
O Pórtico atual não é realmente o resultado da obra do Mestre Mateus, já que algumas das suas figuras foram retiradas ao construir a atual fachada da Catedral ("Fachada do Obradoiro") e conservam-se no Museu da catedral. A obra original estava policromada mas hoje só ficam vestígios de pintura em alguns pontos.

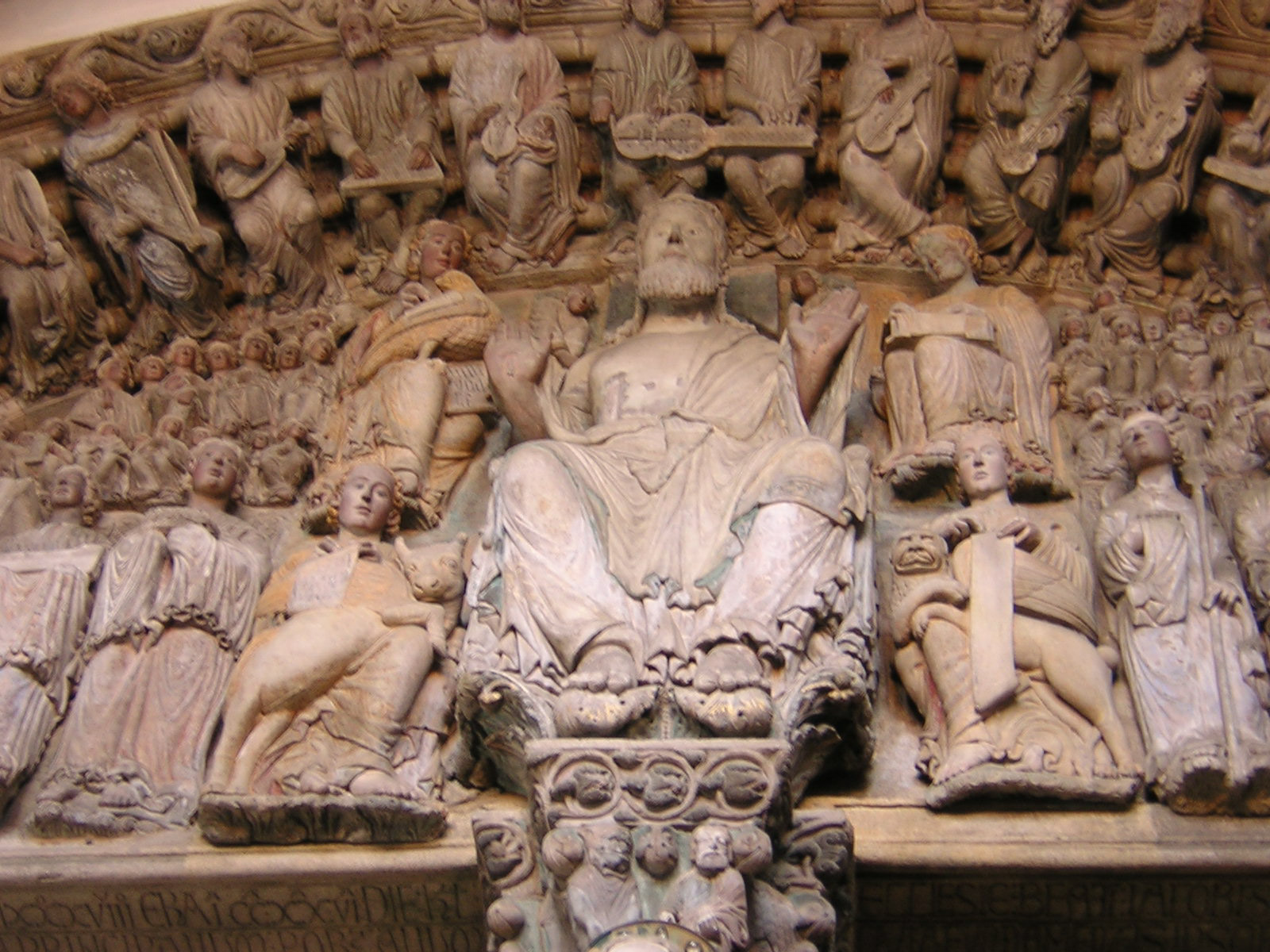
Pantocrator

## Estrutura arquitetônica
A estrutura arquitetônica do pórtico consiste em três plantas sobrepostas: a cripta que simboliza o mundo terreal, o pórtico propriamente dito, que constituía a porta de entrada ocidental à catedral e que permaneceu aberto ao exterior durante a Idade Média e onde se representava a Jerusalém Celeste, e a última planta era a tribuna, que por meio de rosáceas possibilitava que estivesse iluminada todo o dia. Representando a elevação do humano para o divino.
O conjunto escultórico pretende ser uma representação da cidade celeste, utilizando na iconografia diferentes símbolos tomados da Apocalipse de São João e de outros textos do Antigo Testamento. Outras teorias (como a do professor Serafín Moralejo) explicam as figuras e sua disposição numa representação em pedra do Ordo Prophetarum, uma obra teatral de tipo religioso do século XII, em que Santo Agostinho convoca os profetas para louvar Deus e condenar os judeus.
É constituído por três arcos de meio ponto que se correspondem com cada uma das três naves da igreja, sustentados por grossos pilares com colunas encostadas. O arco central é o maior (o dobro que cada um dos laterais), é o único que possui tímpano e está dividido por uma coluna central, o mainel, com a figura de Santiago.
Verticalmente, a faixa inferior está formada pelos embasamentos das colunas, decorados com animais fantásticos; a faixa média está formada por colunas que sustentam as estátuas encostadas dos apóstolos; e a superior pelos arcos que coroam as três portas.

## O arco central

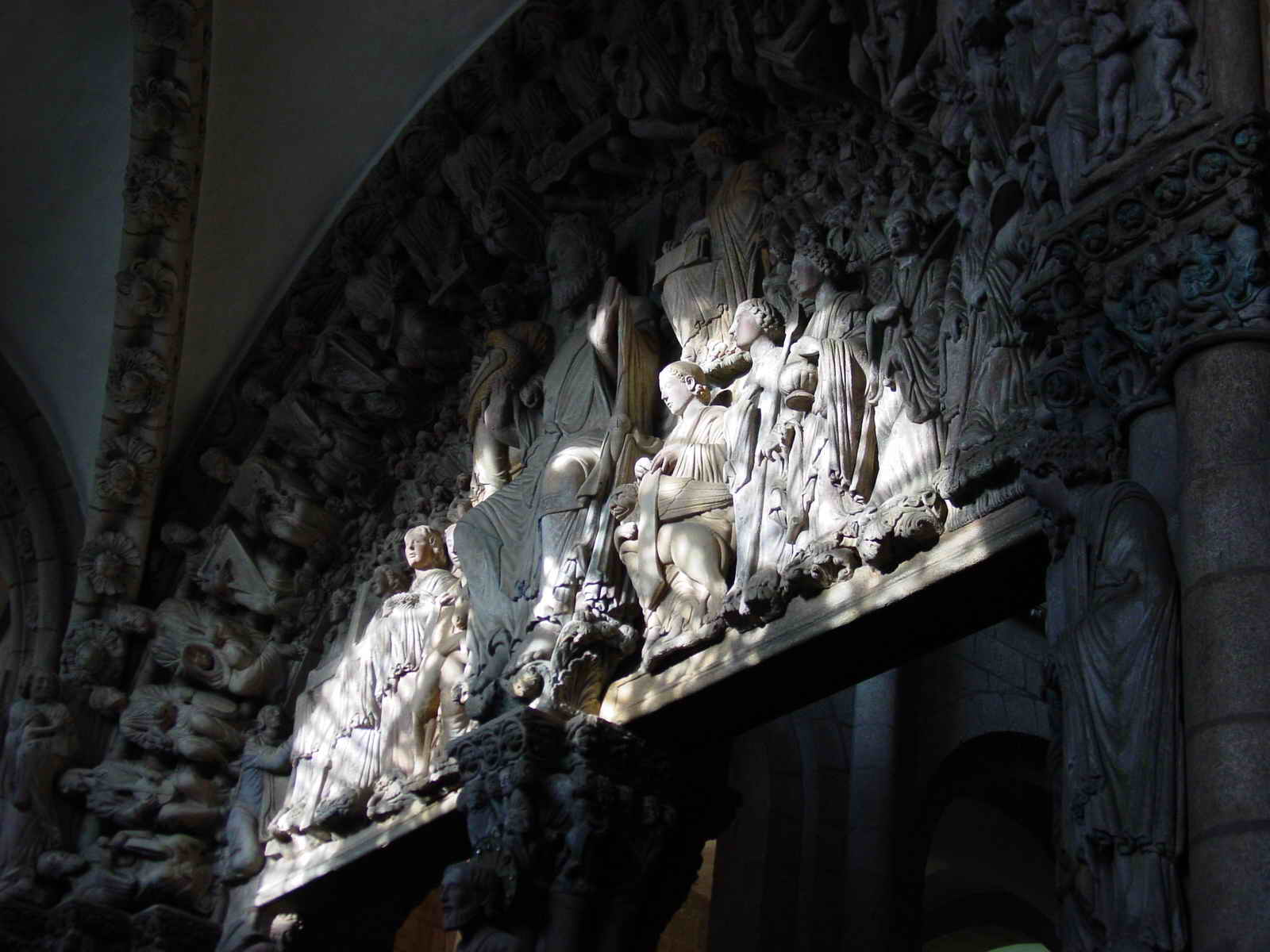
O tímpano.

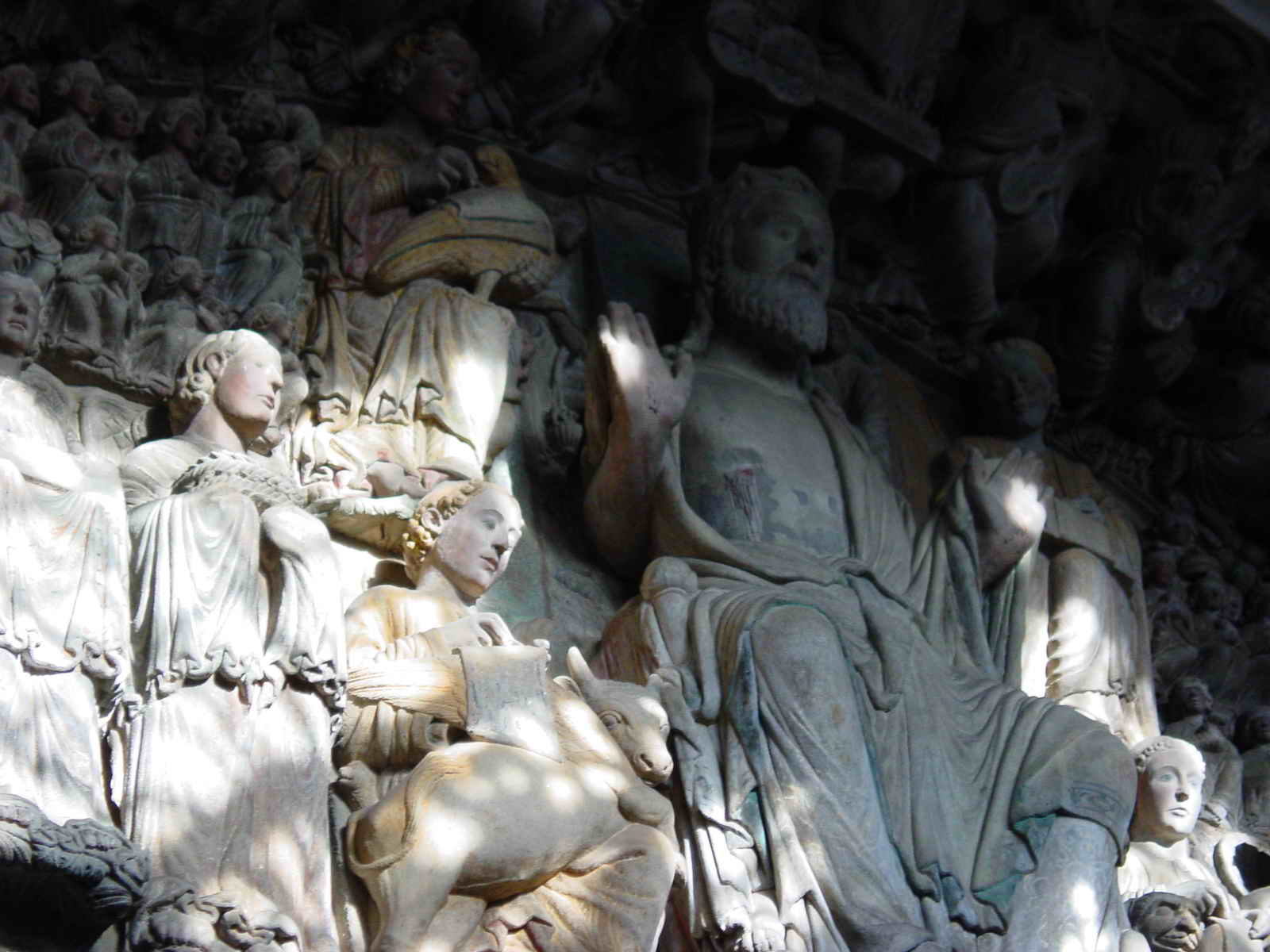
O Cristo.

O arco central, único que apresenta tímpano, está dividido em dois pelo mainel.

### O tímpano
A disposição do tímpano está baseada na descrição de Cristo que faz o evangelista São João no Apocalipse (1 1:18). No centro, mostra o Pantocrator (Deus todo-poderoso), com a imagem de Cristo em Majestade, mostrando nas mãos e nos pés as feridas da crucifixão. A postura e roupagem parecem refletir a realeza; as feridas, seu caráter humano, que sofre e morre. Acima, junto ao trono, dois pequenos anjos deitam incenso.
Rodeando Cristo, o Tetramorfos com as figuras dos quatro Evangelistas com os seus atributos: à esquerda, São João e a águia, na parte superior, e São Lucas com o boi, em baixo; e à direita, São Mateus, na parte superior, e São Marcos e o leão, em baixo. Os quatro evangelistas parecem estar a escrever os Evangelhos apoiando-se no seu animal simbólico, mas São Mateus fá-lo sobre um cofre em lugar de utilizar o anjo que o simboliza (supostamente, em alusão ao seu anterior trabalho de arrecadador de impostos).
Aos dois lados dos Evangelistas, atrás de São Marcos e de São Lucas, aparecem quatro anjos a cada lado com os instrumentos da paixão de Cristo. Uns levam, sem tocá-los diretamente, a cruz e a coroa de espinhas (à esquerda) e a lança e os quatro cravos (à direita); outros, a coluna em que foi flagelado, a jarra com a que se lavara Pôncio Pilatos, uma cana com a esponja, a jostra e um pergaminho (em que uns veem a sentença à crucifixão e outros a inscrição com o INRI da cruz). Sobre as cabeças destes anjos, dois nutridos grupos de almas dos bem-aventurados, 40 ao todo, representando a turba celeste que ninguém podia contar, em citação do Evangelho.

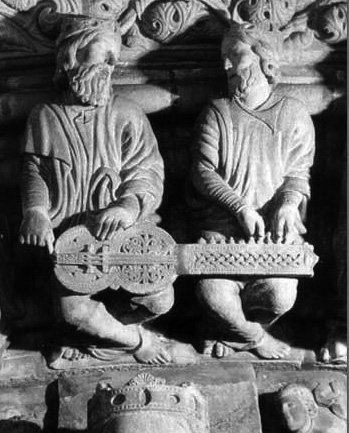
Dois anciãos tocando a sanfona, na clave do arco central.

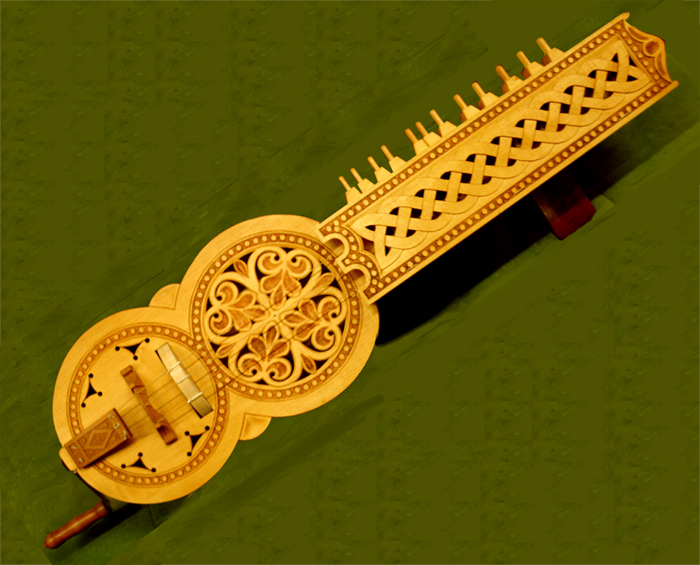
Reconstrução da sanfona do Pórtico da Glória.

O tímpano central está coroado com uma arquivolta em que aparecem sentados os 24 anciãos da Apocalipse, em representação de cada uma das 24 classes sacerdotais do antigo Templo de Jerusalém, portando cada um deles um instrumento musical, como preparando um concerto em honra a Deus. Os instrumentos, uma sanfona, 14 cítaras, 4 saltérios e duas harpas, foram reconstruídos há poucos anos e realizaram-se concertos com eles. Dois deles (as figuras 4 e 21, contando da esquerda para a direita) não tocam nenhum instrumento, senão que sustêm uma redoma.
Em cada um dos espaços que unem o arco central com os arcos laterais, há dois anjos, que representam o povo judeu (o primeiro da esquerda) e o povo dos gentios (o primeiro da direita), e as crianças que levam no colo simbolizam as almas das crianças que levam para Deus.
A forma em que o Mestre Mateus representa Jesus Cristo rompe com a visão apocalíptica medieval que imperava até então. Quer mostrar um Deus mais humano e menos justiceiro e afastado, e por isso reflete Deus com as feridas em mãos e pés, e os anciãos do Testamento parecem rir e conversar entre eles.

### O mainel
No mainel, começamos com a descrição da figura sentada de Santiago Apóstolo, com o bastão de peregrino, como patrono da basílica. Santiago aparece portando um pergaminho em que está escrito Misit me Dominus (Enviou-me o Senhor). Sobre sua cabeça, a coluna termina com um capitel em que são representadas as tentações de Cristo em três caras; na que olha para o interior do templo, rezam dois anjos ajoelhados. Ao pé do santo, outro capitel com as figuras da Santíssima Trindade.
Sob o apóstolo, está representada a árvore de Jessé, nome que recebe a árvore genealógica de Jesus Cristo a partir de Jessé, pai do rei Davi. Esta é a primeira vez que se representa na Península Ibérica este tema na iconografia religiosa. A coluna pousa sobre uma base em que há uma figura com barba recostada sobre o peito (talvez uma imagem de Noé) e dois leões. Durante séculos, foi costume que os peregrinos que chegavam à Santiago e acediam à catedral tocassem o pé esquerdo do santo, simbolizando assim o remate do seu caminho. Outra tradição levava os peregrinos a passarem a mão por entre as cavidades da árvore enquanto rezavam cinco orações, antes de entrarem na Catedral.
Ao pé desta coluna central mas na parte posterior, para o Altar-mor da Catedral, está a figura ajoelhada do próprio Mestre Mateus, portando uma cartela em que estava escrito Architectus. Também com ele há um costume de séculos, que consiste em bater com a cabeça na do escultor –supostamente, três vezes-, para assim adquirir parte da sua sabedoria. Esta tradição, originalmente própria dos vizinhos de Santiago e finalmente assumida pelos peregrinos, justifica o apelido de Santo dos croques com que se conhece popularmente esta estátua.

### Lenda
Conta a lenda que o arcebispo foi visitar as obras quando estavam próximas a terminar. Quando o Mestre Mateus lhe estava explicando o significado das diferentes figuras, o arcebispo perguntou-lhe por uma que o mestre não citara e que destacava no tímpano central.
Mateus reconheceu que essa figura era ele mesmo, porque considerava merecer a glória depois da obra de arte que estava a fazer com tanto sucesso, mas o clérigo recriminou-lhe duramente sua falta de humildade.
Passando o tempo, Mateus chamou o arcebispo para que visse o Pórtico já terminado e, quando chegou este, reparou logo em que aquela figura tinha desaparecido do tímpano, mas agora havia outra nova escultura na parte traseira, ajoelhada e sem luz. Assim se queria representar o mestre Mateus agora, humilde e arrependido por pretender retratar-se junto a Deus.

### Os apóstolos e profetas

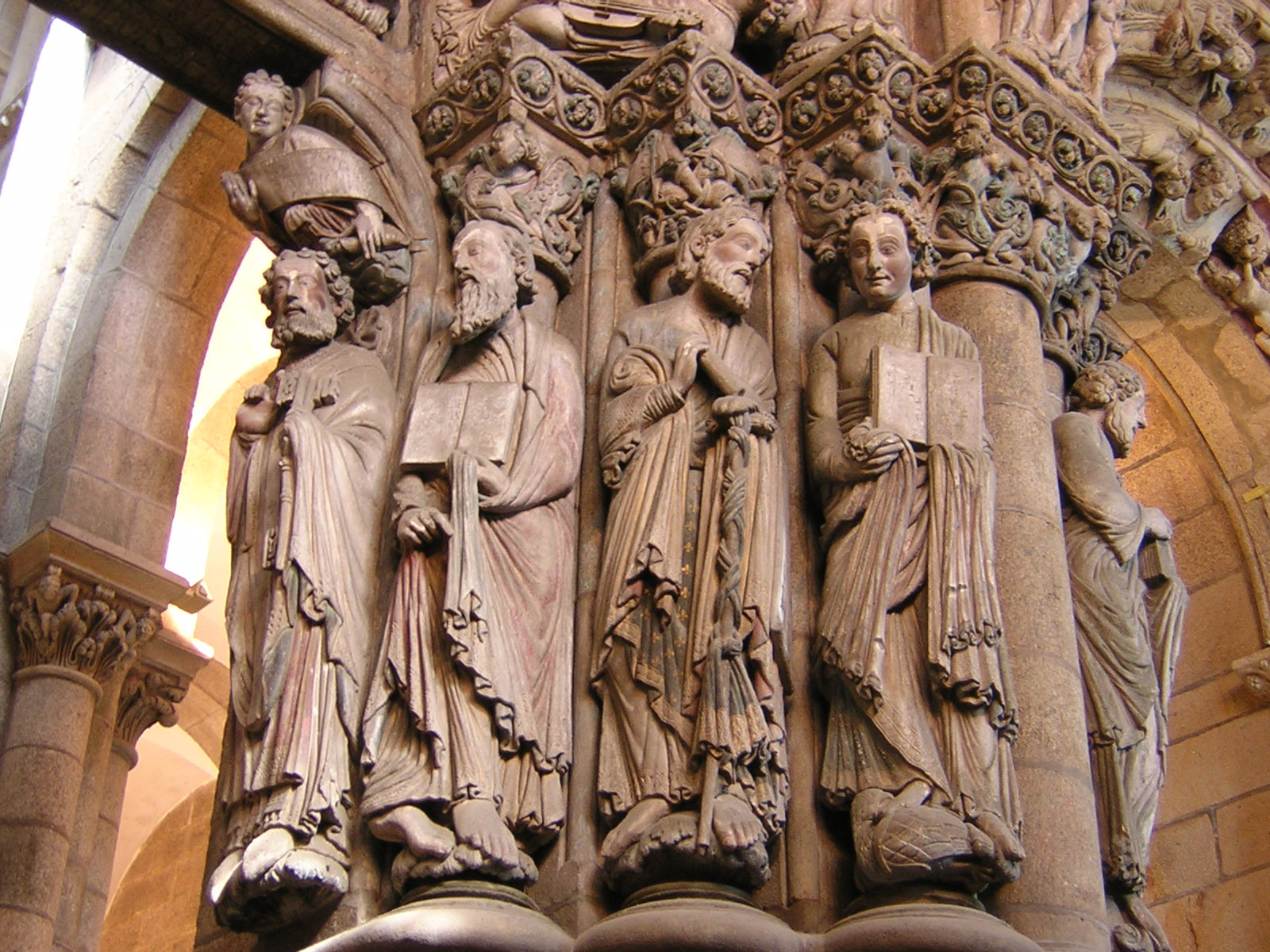
Apóstolos.

Nas jambas da porta central, como também nas das duas portas laterais, aparecem representados apóstolos, profetas e outras figuras. Cada um deles está coroado com um capitel em que se representam diferentes animais (aves, quase sempre com cabeças humanas e outras com cabeças de animais) e motivos de folhas.
Começando pela jamba direita e olhando da direita para a esquerda, vemos as figuras do apóstolo São Pedro, vestido de Pontifical e com as chaves do céu na mão; São Paulo, com um livro aberto e descalço; Santiago Menor, com o báculo; e São João, moço, com um livro e sobre uma águia. Sob a figura de São Paulo veem-se umas figuras que representam algumas cenas da sua vida, nas quais se quer ver a obediência que devem os inferiores aos superiores.
Na jamba da esquerda, e começando pela que olha para o apóstolo Santiago, vemos as figuras dos profetas do Antigo Testamento: Moisés, com as Tábuas da Lei; Isaías, com bastão; Daniel e Jeremias, com barba; todos eles sujeitam uma cartela em que estava escrito seu nome. Abaixo da figura de Isaías, aparece um moço disposto a bater num monstro; outras fontes veem a representação do sacrifício de Isaac.
A lenda explica o sorriso no rosto do profeta Daniel na estátua de uma mulher de grandes peitos situada frente a ele (a rainha de Saba, para uns; uma imperatriz, para outros). Há, ainda, quem identifique essa figura com o anjo de Reims. Mais ortodoxa é a teoria que o explica a alegria que tem ao anunciar a chegada do Senhor.

## Porta direita
O arco da porta direita representa o Julgamento Final. Já dissemos que carece de tímpano, o mesmo que o arco da porta esquerda, supostamente eliminado por ordem de um bispo em alguma restauração. A dupla arquivolta está dividida em duas metades por duas cabeças flanqueadas por cartelas. Uns identificam estas cabeças com as figuras de São Miguel e de Cristo; para outros, representam Cristo-Juiz e um anjo; e, finalmente, outras fontes dizem que representam Deus Pai, a superior, e Deus Filho, a inferior.
À direita destas cabeças, aparece representado o inferno, com figuras de monstros (demônios) que arrastam e torturam as almas dos condenados. À esquerda, o céu com os eleitos, com figuras de anjos com crianças que simbolizam as almas salvadas.
Na jamba da direita, estão representados, por esta ordem, os apóstolos São Bartolomeu e Santo Tomé, seguidos por São Marcos, São Lucas e São João. E na da esquerda, São Filipe e Santo André (identificações duvidosas).

## Porta esquerda
No arco da porta esquerda representam-se cenas do Antigo Testamento, com os justos que aguardam a chegada do Salvador. No centro da primeira arquivolta, envolvidos entre folhas, está Deus criador, que bendiz o peregrino e sustém o livro da Verdade Eterna; e, à sua direita, Adão (nu), Abraão (com o dedo indicador levantado) e Jacó. Com estes, há duas figuras mais que umas fontes identificam com Noé (novo pai da humanidade por salvá-la do diabo) e Esaú, e outros, com Isaac e Judá. À esquerda de Deus, vemos Eva, Moisés, Aarão, David rei e Salomão (outras fontes situam aqui Judá e Benjamim, em lugar de Aarão e Salomão). Tanto Adão como Eva aparecem sem coroa porque já pecaram e perderam sua inocência.
Na segunda arquivolta, a superior, dez pequenas figuras representam as dez tribos de Israel, faltando a tribo de Judá (a que pertencia Cristo) e a de Benjamim. Todas as figuras estão meio ocultas por um bocel que parece tê-las presas e que simboliza a escravidão que as submete.
Na jamba da direita, vemos os profetas Oseias e Joel, e, na da esquerda, Amós e Abdias, nos quatro casos, com uma identificação duvidosa. Segue, à esquerda, uma figura com um bastão que pode ser o santo Jó, e as figuras de Judite e a rainha Ester. Debaixo da estátua do profeta Joel, há uma coluna com pombas picando nas uvas, dois centauros, quatro guerreiros e dois leões.

## Embasamentos
Os quatro pilares do pórtico estão sustentados sobre fortes embasamentos nos quais se representam grupos de diversos animais: seis águias, um osso, quatro leões e dois animais indeterminados, como também três cabeças humanas com barba. Há quem queira ver nestas figuras imagens de demônios, que simbolizam que o peso da glória (o pórtico em si) esmaga o pecado. Outras fontes dão-lhe uma interpretação apocalíptica, com guerras, fome e morte (representadas pelas bestas), situações que só se podem salvar graças à inteligência humana (as cabeças dos anciões).

## O Pórtico na literatura
Muitos autores têm escrito e admirado a singularidade desta obra. Entre eles, destaca Rosalia de Castro quando diz:
¡védeos!, parece

qu´os labios moven, que falan quedo

os uns cos outros, e aló n´altura

do ceu a música vai dar comenzo,

pois os gloriosos concertadores tempran risoños os instrumentos